# Silhouettella
Silhouettella là một chi nhện trong họ Oonopidae.

## Các loài
- Silhouettella betalfa Saaristo, 2007
- Silhouettella curieusei Benoit, 1979
- Silhouettella loricatula (Roewer, 1942)
- Silhouettella osmaniye Wunderlich, 2011
- Silhouettella perisalma Álvarez-Padilla, Ubick & Griswold, 2015
- Silhouettella perismontes Álvarez-Padilla, Ubick & Griswold, 2015
- Silhouettella tomer Saaristo, 2007
- Silhouettella usgutra Saaristo & van Harten, 2002